# 122
Évszázadok: 1. század – 2. század – 3. század
Évtizedek: 70-es évek – 80-as évek – 90-es évek – 100-as évek – 110-es évek – 120-as évek – 130-as évek – 140-es évek – 150-es évek – 160-as évek – 170-es évek
Évek: 117 – 118 – 119 – 120 –  121 – 122 – 123 – 124 – 125 – 126 – 127

## Események

### Római Birodalom
- Manius Acilius Aviolát (helyettese júliustól Ti. Julius Candidus Capito, novembertől C. Trebius Maximus) és Lucius Corellius Neratius Pansát (helyettese L. Vitrasius Flamininus és T. Calestrius Tiro Orbius Speratus) választják consulnak.
- Hadrianus császár folytatja körútját a birodalomban. Megvizsgálja Germania Inferior provinciában a limest, majd átkel Britanniába.
- Lemondva a kaledóniai hódításokról Hadrianus utasítja Aulus Platorius Nepos britanniai kormányzóját, hogy a kaledóniai és pikt törzsek betörései ellen húzzon fel az északi határon egy 117 km-es falat. Hadrianus falának építése még ebben az évben elkezdődik és 127-ben készül el. A falat ellenőrző haderő számára 14 nagyobb és 80 kisebb erődöt is építenek.
- Hadrianus távozik Britanniából és Gallián keresztül Hispániába érkezik. A telet Tarracóban tölti és utasítást ad Augustus templomának renoválására.
- Hadrianus elbocsátja titkárát, Suetoniust és testőrparancsnokát, Septicius Clarust, mert "túlságosan bizalmas" viszonyt ápoltak Vibia Sabina császárnével.

## Fordítás
- Ez a szócikk részben vagy egészben  a(z)   122 című francia Wikipédia-szócikk ezen változatának fordításán alapul.  Az eredeti cikk szerkesztőit annak laptörténete sorolja fel. Ez a jelzés csupán a megfogalmazás eredetét és a szerzői jogokat jelzi, nem szolgál a cikkben szereplő információk forrásmegjelöléseként.